# Osericta
Osericta  (лат.) — род аранеоморфных пауков из подсемейства Dendryphantinae в семействе пауков-скакунов (Salticidae). Оба вида этого рода распространены в Южной Америки.

## Виды
- Osericta cheliferoides (Taczanowski, 1878) — Перу
- Osericta dives Simon, 1901 — Бразилия